# Indorouchera griffithiana
Indorouchera griffithiana là một loài thực vật có hoa trong họ Linaceae. Loài này được (Planch.) Hallier f. mô tả khoa học đầu tiên năm 1921.